# Línea 102 (Rosario)
Línea 102 es una línea de colectivos del Transporte en la ciudad de Rosario. Posee dos variantes en servicio: una denominada "Bandera Roja" y otra " Bandera Negra" que, debido a la pandemia y al llamado de emergencia en el sistema, en 2021 se fusionó con la Línea 144 denominándose Línea 102 144.
Esta línea operó desde 1971 bajo la denominación de Línea 210 Bandera Negra hasta la aplicación de la Ordenanza 3946/85.
En 1995 la Municipalidad de Rosario permite el desdoblamiento del recorrido en banderas aún vigente, naciendo así su bandera "Negra" para ingresar a la localidad de Granadero Baigorria y su bandera "Roja" finalizando en el límite entre ciudades como lo hacía habitualmente.
En 1999 la línea sufrió una modificación sustancial de sus recorridos en sectores de zona norte abandonando sus límites originales con y dentro de Granadero Baigorria para finalizar en la miniterminal de Barrio Rucci, accediendo por Av. Irigoyen la "Negra" y por Av. Sorrento la "Roja", con motivo de cubrir parcialmente el itinerario de la recientemente desaparecida Línea 106. Ese mismo año, debido a la quiebra de su operadora original llamada Transportes La Florida S.R.L., el servicio de línea 102 fue transferido a la empresa Primera Junta S.R.L., devenida temporalmente en U.T.E. Martín Fierro hasta que, finalmente en 2001, se conforma Rosario Bus.
En 2011, una modificación parcial de recorrido al egresar de la zona céntrica convirtió a la bandera "Roja" en la primera línea de la ciudad en circular por avenida de la Travesía.
Desde 2019, el servicio es operado de manera conjunta, la variante "Negra" por Rosario Bus y la empresa estatal Movi que se hizo cargo de la "Roja". Conjuntamente, se extendió el recorrido de esta última hasta el límite con la localidad de Ibarlucea. Casi a fines de 2018, se realizó lo propio sobre la primera variante prolongándose en menor medida, hasta incluir al creciente Barrio Olímpico.

## Recorridos
El recorrido de la variante denominada 102R es desde Ciudad Universitaria hasta las puertas del Club Logaritmo Rugby. 
El recorrido de la variante denominada 102N 144N es desde Lituania y Av. Rosario hasta Barrio Olímpico.

### 102 Negra/144 Negra (Barrio Olímpico - Barrio Saladillo Sud)
IDA: Desde calle 1379 entre Oncativo y Pasaje 13133, por calle 1379, giro en “U” a la altura de calle Cullen y Ugarte, Calle 1379, Palestina, I. Peirano, Palliere, Puente “Automóvil Club Argentino” (puente sobre Av. Circunvalación), Palliere, Gianneo Norte, Gianneo Sur Av. J. Kennedy, Gambartes, Palestina, Camino de Los Granaderos, Colectora Int. 25 de Mayo, Salvat, Bv. Rondeau, Av. Alberdi, Bordabehere, Salta, Balcarce, Av. Pellegrini, Colón, Virasoro, Chacabuco, Ayolas, A. Grandoli, Lamadrid, Pedernera, Av. Ntra. Sra. del Rosario hasta la rotonda a la altura de calle Lituania. 
VUELTA: Desde la rotonda de Av. Ntra. Sra. del Rosario a la altura de calle Lituania, retomando por Av. Ntra. Sra. del Rosario, Cepeda, Anchorena, Castro Barros, Lamadrid, A. Grandoli, Berutti, Gálvez, Necochea, Av. Pellegrini, Alvear, Catamarca, San Nicolás, Bordabehere, Av. Alberdi, Bv. Rondeau, Av. H. Irigoyen, Medrano, Salvat, Los Cocos, Palestina, Gambartes, Av. J. Kennedy, Gianneo Norte, Palliere, Puente “Automóvil Club Argentino” (puente sobre Av. Circunvalación), Palliere, I. Peirano, Palestina, calle 1379, hasta calle 1379 entre Oncativo y Pasaje 13133.

### 102 Roja (Siberia- Barrio Celedonio Escalada)
IDA: Desde Camino Límite del Municipio y Canal arroyo Ibarlucea, por camino límite del Municipio, L. Batlle-Villa del Parque, Levi, Calderón, Salvat, Villa del Parque, Grandoli Norte, Poblet, Bouchard, Polledo, Ciudadela (O—E), Colectora de Av. Circunvalación 25 de Mayo, giro en rotonda debajo del puente de Av. Circunvalación 25 de Mayo, Baigorria, Ávalos, Superí, Boedo, Ghiraldo, Esquivel, Av. Casiano Casas, Sorrento, Av. A. Sabin, Av. C. Carballo, Bv. Avellaneda, Gorriti, Falucho, Junín, Av. Francia (N-S), Túnel Celedonio Escalada, Av. Del Valle, Av. Rivadavia, Dorrego, San Luis, Entre Ríos, Mendoza, Alem, Pasco, Chacabuco, Cerrito, Berutti, hasta Riobamba - CUR.
VUELTA: desde Berutti y Riobamba, por Riobamba, Ayacucho, 3 de Febrero, Buenos Aires, Santa Fe, Italia, Av. A. Illia, Av. Brigadier López, Vélez Sarsfield, Echeverría, Av. C. Carballo, Av. A. Sabin-Pacheco, Sorrento, Av. Casiano Casas, Pavlov, Ghiraldo, Molina, Baigorria, Bv. Granel, Gazcón, Calle 1331, Villa del Parque, Salvat, Calderón, Tres Sargentos, Camino Límite del Municipio hasta Canal arroyo Ibarlucea.-